# Концерт для фортепиано с оркестром № 18 (Моцарт)
Концерт для фортепиано с оркестром № 18 си-бемоль мажор (KV 456) был написан Вольфгангом Амадеем Моцартом, как указано в составленном им каталоге, 30 сентября 1784 года.

## Структура
Концерт состоит из трёх частей:
1. Allegro vivace, 4
4
2. Andante, 2
4 ― в соль миноре, имеет форму вариаций
3. Allegro vivace, 6
8 (в 171 такте размер меняется на 2
4)[5][6]. Эта часть имеет форму рондо.

Моцарт написал две разные каденции для первой части.

## Исполнительский состав
Концерт написан для фортепиано и оркестра, состоящего из флейты, 2 гобоев, 2 фаготов, 2 валторн и струнных.